# Colonia Nuevo México, Celaya
Colonia Nuevo México är en ort i Mexiko.   Den ligger i kommunen Celaya och delstaten Guanajuato, i den centrala delen av landet, 200 km nordväst om huvudstaden Mexico City. Colonia Nuevo México ligger 1 776 meter över havet och antalet invånare är 331.
Terrängen runt Colonia Nuevo México är varierad. Runt Colonia Nuevo México är det ganska tätbefolkat, med 104 invånare per kvadratkilometer. Närmaste större samhälle är Celaya, 12,2 km norr om Colonia Nuevo México. I omgivningarna runt Colonia Nuevo México växer huvudsakligen savannskog.